# Vlajka Niue

Niueská vlajka
Poměr stran: 1:2

Vlajka Niue, nezávislého státu přidruženého k Novému Zélandu, je tvořena zlatožlutým listem o poměru stran 1:2 s (podle vzoru britských služebních vlajek) v kantonu umístěnou britskou vlajkou (Union Jackem), doplněnou o čtyři žluté, pěticípé hvězdy na ramenech a větší žlutou hvězdou v modrém kruhu ve středu kříže.
Union Jack symbolizuje ochranu poskytnutou Spojeným královstvím v roce 1900, po žádosti od niueských králů a náčelníků. Zlatožlutá barva listu symbolizuje jasné slunce nad ostrovem a zároveň vřelý vztah jeho obyvatel k lidu Nového Zélandu, pod jehož správu byl Niue převeden roku 1901. Čtyři žluté hvězdy na ramenech svatojiřského kříže v Union Jacku naznačují, i když v jiné barvě a konstelaci, souhvězdí Jižního kříže z novozélandské vlajky. Největší žlutá hvězda ve středu kříže je symbolem ostrova a tmavě modrý kruh, v kterém leží, symbolizuje moře (Tichý oceán), které jej obklopuje.

## Historie
Vlajka byla přijata v roce 1974.